# Adolph Friedrich Rudolph Temler
Adolph Friedrich Rudolph Temler (geb. 1766 in Weimar; gest. 1835 ebenda) war ein deutscher Maler und Zeichenlehrer. 

Georg Melchior Kraus Gothische Kapelle

Sein Nachfolger an der Mal- und Zeichenschule in Eisenach wurde 1789 Konrad Horny. Offenbar war Temlers pädagogisches Geschick bemängelt worden, sodass er 1790 nach Weimar an die Fürstliche freie Zeichenschule Weimar als Zeichenlehrer berufen wurde. Außerdem hatte er psychische Probleme. Goethe selbst war hierbei involviert. Dennoch fiel er nicht gänzlich in Ungnade, denn er wurde Zeichenmeister der herzoglichen Pagen und an der Fürstlichen freien Zeichenschule in Weimar. 1833 wurde er schließlich sogar Sachsen-Weimarischer Rat. Am bekanntesten ist eine Kopie der sogenannten Gothischen Kapelle von Georg Melchior Kraus aus dem Jahr 1798, einem Vorgängerbau des Tempelherrenhauses.